# یوزپلنگ جنوب شرقی آفریقا
یوزپلنگ جنوب شرقی آفریقا (نام علمی: Acinonyx jubatus jubatus) زیرگونهای از یوزپلنگ بومی شرق و جنوب آفریقا است. یوزپلنگ جنوب آفریقا به‌طور عمده در زندگی مناطق دشت و بیاباناز کالاهاری، در دشت از دلتای اوکاوانگو و مراتع از ترانسوال منطقه در آفریقای جنوبی، در نامیبیا، یوزپلنگ بیشتر در مزارع کشاورزی یافت می‌شود.

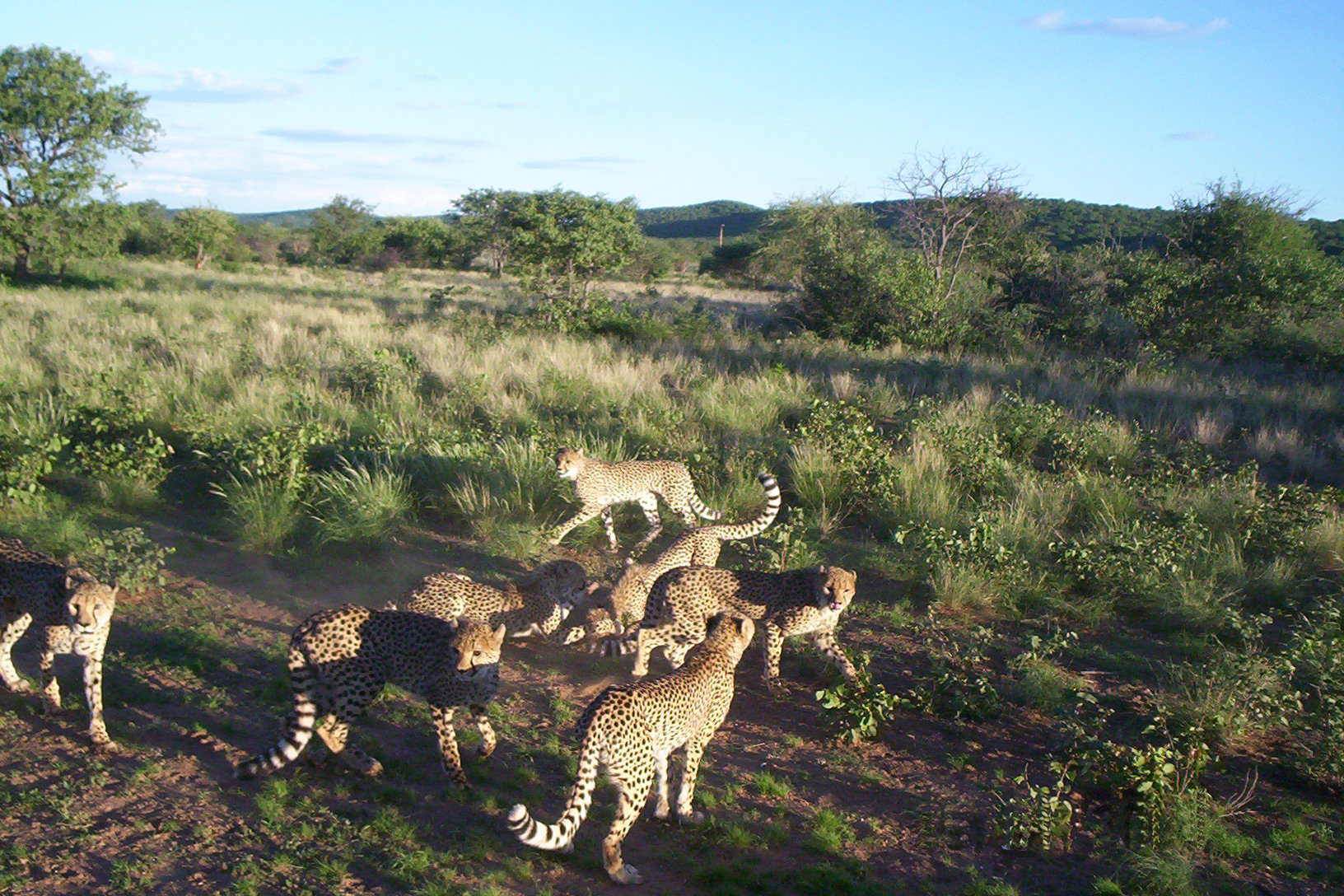
Democratic Republic of the Congo

## پروژه‌های مجدد معرفی

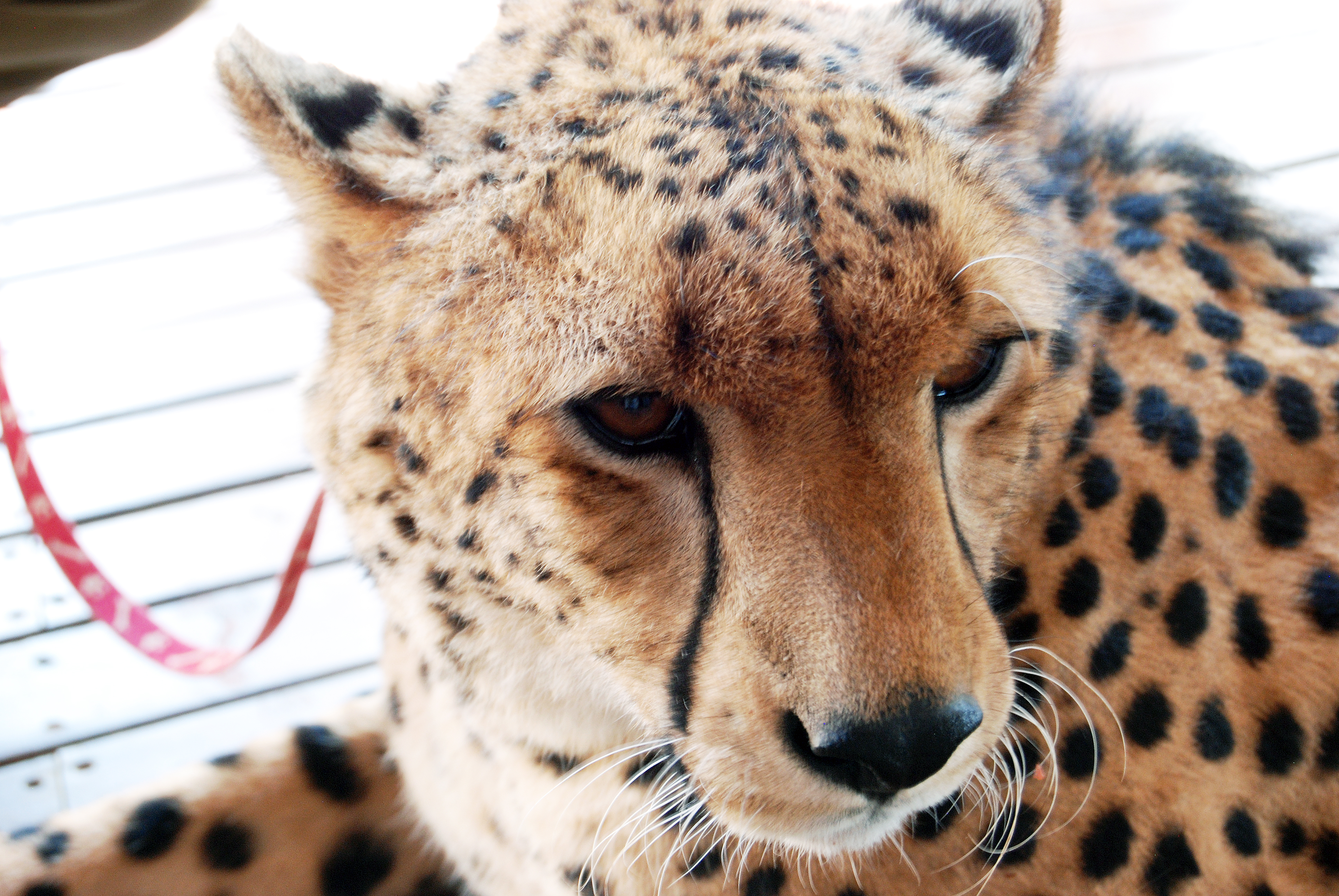
یوزپلنگ یتیمی که قرار است دوباره به فالز ویکتوریا، زیمبابوه معرفی شود

### آفریقای جنوبی
یوزپلنگ در مناطق مختلفی از آفریقای جنوبی زندگی می‌کند، اما به‌طور معمول در آفریقای جنوبی دیده نمی‌شود. این گونه بیشتر در مناطق شرقی و شمالی آفریقای جنوبی زندگی می‌کند. از دهه ۱۹۶۰، یوزپلنگ از نامیبیا که در آن زمان جمعیت‌های سالم یوزپلنگ را در خود داشت، وارد شده و مجدداً به محدوده قبلی خود و در ذخایر اندک وارد شده‌است. حدود ۲۹٪ جمعیت یوزپلنگ بومی آفریقای جنوبی بودند در حالی که ۷۱٪ جمعیت وارداتی از نامیبیا بودند. اولین معرفی مجدد شناخته شده درکوازولو ناتال، گوتنگ، لاولد، کیپ شرقی، کیپ غربی و کالاهاری جنوبی بود. در حال حاضر ۱۵۰۰ یوزپلنگ بالغ در داخل کشور وجود دارد.  

### سیبلا
در دسامبر ۲۰۰۳، پس از شکار یوزپلنگها در مناطق بزرگ کارو و کیپ شرقی برای انقراض ۱۲۵ سال پیش، یوزپلنگها به کارو بازگشتند و شروع آن با یوزپلنگ وحشی ماده به شدت زخمی به نام سیبلا بود (حدود ۲۰۰۱–۱۱ سپتامبر ۲۰۱۵)) که در یوزپلنگ De Wildt یوزپلنگ و حیات وحش مورد استفاده قرار گرفت و بعداً به ذخیره خصوصی بازی سامارا معرفی شد. روند معرفی مجدد موفقیت‌آمیز بود. 
سیبلا یک شکارچی توانا بود و با موفقیت ۱۸ توله پرورش داد. حدود ۲٪ از جمعیت وحشی یوزپلنگ در آفریقای جنوبی در آن منطقه اتفاق می‌افتد. یوزپلنگ‌های ساکن سامارا نیز از وضعیت بهتری برخوردار هستند، تهدیدات شکارچیان راس مانند شیرها و کفتارها دیگر وجود ندارد. 

### چیلی
چیلی، دختر کوچک سیبلا، اولین توله نسل یوزپلنگ سوم ذخیره خصوصی سامارا را در ژانویه ۲۰۱۷ به دنیا آورد.
یک پروژه ملی برای بزرگنمایی یوزپلنگ در سال ۲۰۱۱ توسط صندوق حیات وحش در معرض خطر آغاز شد. هدف آن تهیه و هماهنگی یک برنامه ملی مدیریت بزرگ پراکسی برای یوزپلنگ‌ها در ذخایر حصاری کوچکتر در آفریقای جنوبی است. به عنوان مثال، یوزپلنگ‌ها در حدود ۵۰ مورد از این ذخایر آفریقای جنوبی دوباره وارد شده‌اند.
در حال حاضر زیرجمعیت‌های چندپاره یوزپلنگ در چند صدها نفر در حال افزایش هستند. از ژوئیه ۲۰۱۴، برنامه‌های دیگری برای معرفی مجدد یوزپلنگ‌ها در شش ذخیره کوچک حصاری دیگر طی چند سال آینده وجود دارد.
برای اولین بار پس از ۱۰۰ سال انقراض از زمان استعمار، یوزپلنگ اخیراً در سال ۲۰۱۳ مجدداً به کشور آزاد وارد شده‌است، با دو یوزپلنگ وحشی نر که از ذخیره گاه بازی آماخالا در کیپ شرقی نقل مکان شده‌اند ایالت آزاد Laohu دره رزرو، که در آن در معرض انقراض ببر جنوب چین از ببر ذخیره چین (SCT) بخشی از یک rewilding پروژه در آفریقای جنوبی. 
یوزپلنگ ماده هنوز به لاوهو دره دوباره معرفی نشده‌است. در اوایل سال ۲۰۱۶، یک زن بالغ دوباره به عنوان ذخیره معرفی شد. سه توله یوزپلنگ وحشی برای اولین بار در Laohu Valley Reserve در فوریه ۲۰۱۷ متولد شده‌اند، و آنها را اولین یوزپلنگ‌های متولد شده در طبیعت از زمان ناپدید شدن در استان فری استیت طی بیش از یک قرن است. شش یوزپلنگ با سه فرد بالغ و سه توله در ذخیره گاه دره Laohu هستند.
در سال ۲۰۱۶، یک مجدد و rewilding پروژه به عنوان Rewilding iSimangaliso برای یوزپلنگ شناخته شده در جریان است در iSimangaliso واقع در کوازولو-ناتال استان، از جمله شیرو کیپ سگ‌های وحشی که برای اولین بار در اواخر سال ۲۰۱۳ معرفی شدند ۱۵ یقه یوزپلنگ‌های ساکن در uMkhuze Game Reserve توسط بازدید کنندگان در هنگام درایوهای بازی مشاهده می‌شوند.

### مالاوی
در ماه مه سال ۲۰۱۷، دو یوزپلنگ نر و ماده از آفریقای جنوبی وارد و دوباره به پارک ملی لیواندا معرفی شدند.

### زامبیا
از سال ۱۹۸۹، علی‌رغم اینکه منطقه ظاهراً زیستگاه مناسبی برای یوزپلنگ است، فقط چند یوزپلنگ در پارک ملی زامبزی سفلی ثبت شده‌است. کمپ چیاوا، با همکاری پارک‌های ملی و حیات وحش و کمک ژاپن، برای ارزیابی مناسب بودن زامبزی سفلی به یک گروه مطالعه به صندوق حفاظت از یوزپلنگ مراجعه کرد. در اکتبر ۱۹۹۴، تلاش برای ورود مجدد با سه یوزپلنگ به زامبزی سفلی انجام شد. با این حال، پروژه ورود مجدد ناموفق بود، زیرا دو نفر از آنها توسط تله‌ها کشته شدند. یک بازمانده به مدت سه سال تنها ماند. برنامه‌های دیگری برای معرفی مجدد یوزپلنگ به زامبزی سفلی وجود دارد.

## در اسارت

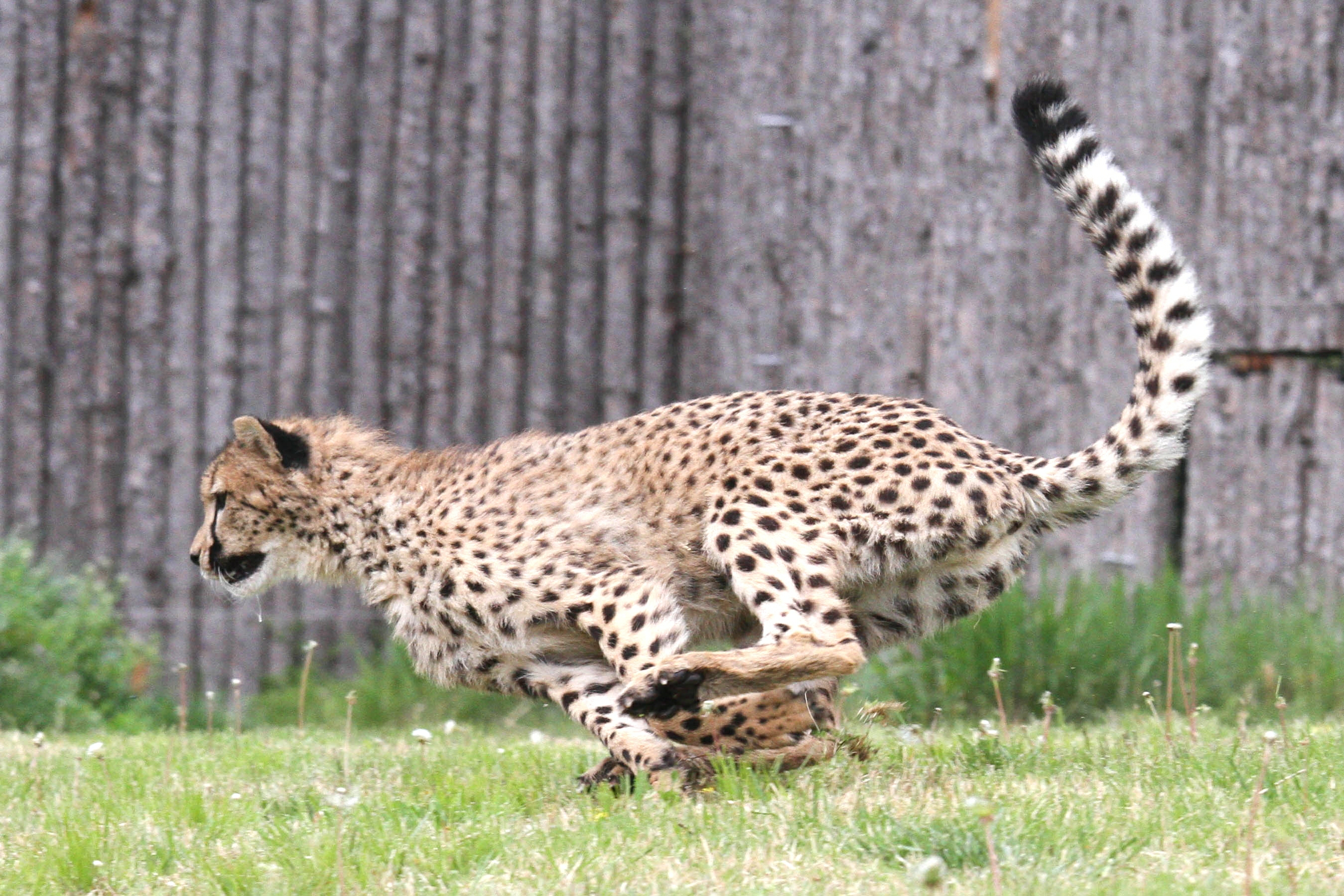
یوزپلنگ در باغ وحش سینسینایی و باغ گیاه‌شناسی، اوهایو، ایالات متحده آمریکا

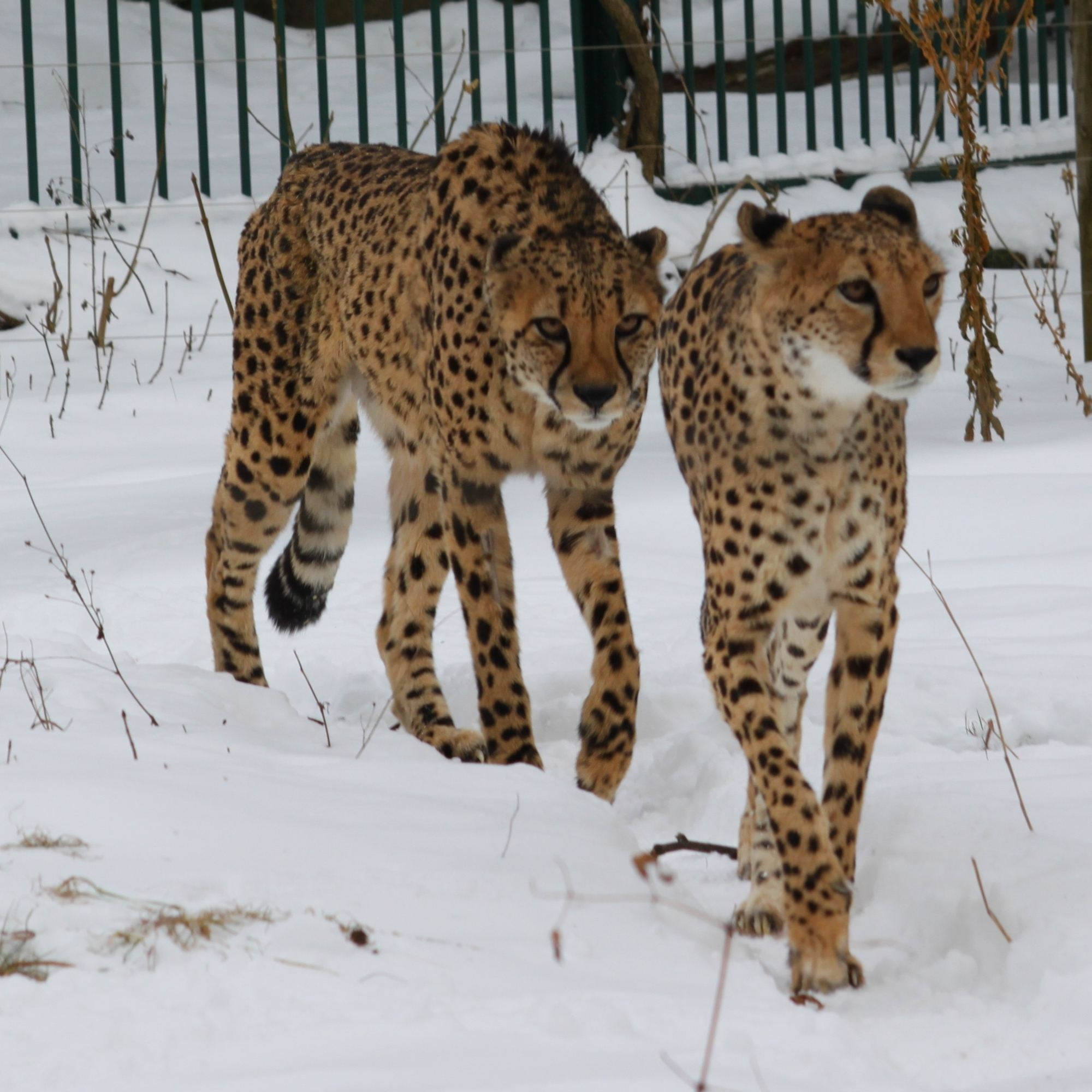
همان‌طور که توسط این یوزپلنگها در اتریش نشان داده شده، Tiergarten Schonbrunn شده، یوزپلنگ‌ها و سایر حیوانات اسیر می‌توانند در آب و هوای سر زندگی کنند

پرورش یوزها در اسارت به دلیل رفتارهای اجتماعی و مشکلات تولید مثل، دشوار است. مرگ و میر توله در اسارت و در طبیعت تقریباً ۵۰٪ است. به‌طور متوسط، ۳۰٪ از تمام توله‌های نژاد اسیر که در اسارت متولد شده‌اند ممکن است طی یک ماه بمیرند.
یوزپلنگ جنوبی گسترده‌ترین زیرگونه تولید مثل در اسارت در سراسر جهان است، در حالی که یوزپلنگ سودانی تنها در چند باغ وحش اروپایی و خاورمیانه ای و مراکز حیات وحش یافت می‌شود.
این زیرگونه در باغ وحش‌های مختلف جهان در آمریکا، آفریقا، اوراسیا و استرالیا یافت می‌شود.
چندین باغ وحش، امکانات، مراکز تولید مثل و پارک‌های حیات وحش بخشی از برنامه‌های پرورش اسیر آمریکایی (برنامه زنده ماندن گونه، انجمن باغ وحش‌ها و آکواریوم‌ها) و اوراسیا (برنامه گونه‌های در معرض خطر اروپا، اتحادیه باغ وحش‌ها و آکواریوم اروپا) با موفقیت افزایش جمعیت یوزپلنگ مانند حفاظت بلوط سفید از یولی، فلوریدا، سافاری حیات وحش از وینستون، اورگان، که بیش از ۱۷۸ یوزپلنگ و یوزپلنگ و مرکز حیات وحش دی والتاز آفریقای جنوبی که صدها توله یوزپلنگ متولد شده‌اند، پرورش دادند. پارک حیات وحش FOTAاز ایرلند نیز به دلیل موفقیت در پرورش یوزپلنگ در اسارت قبل از شروع یک پروژه پرورش اسیر با یوزپلنگ شمال آفریقا شناخته شده‌است.

## نگارخانه

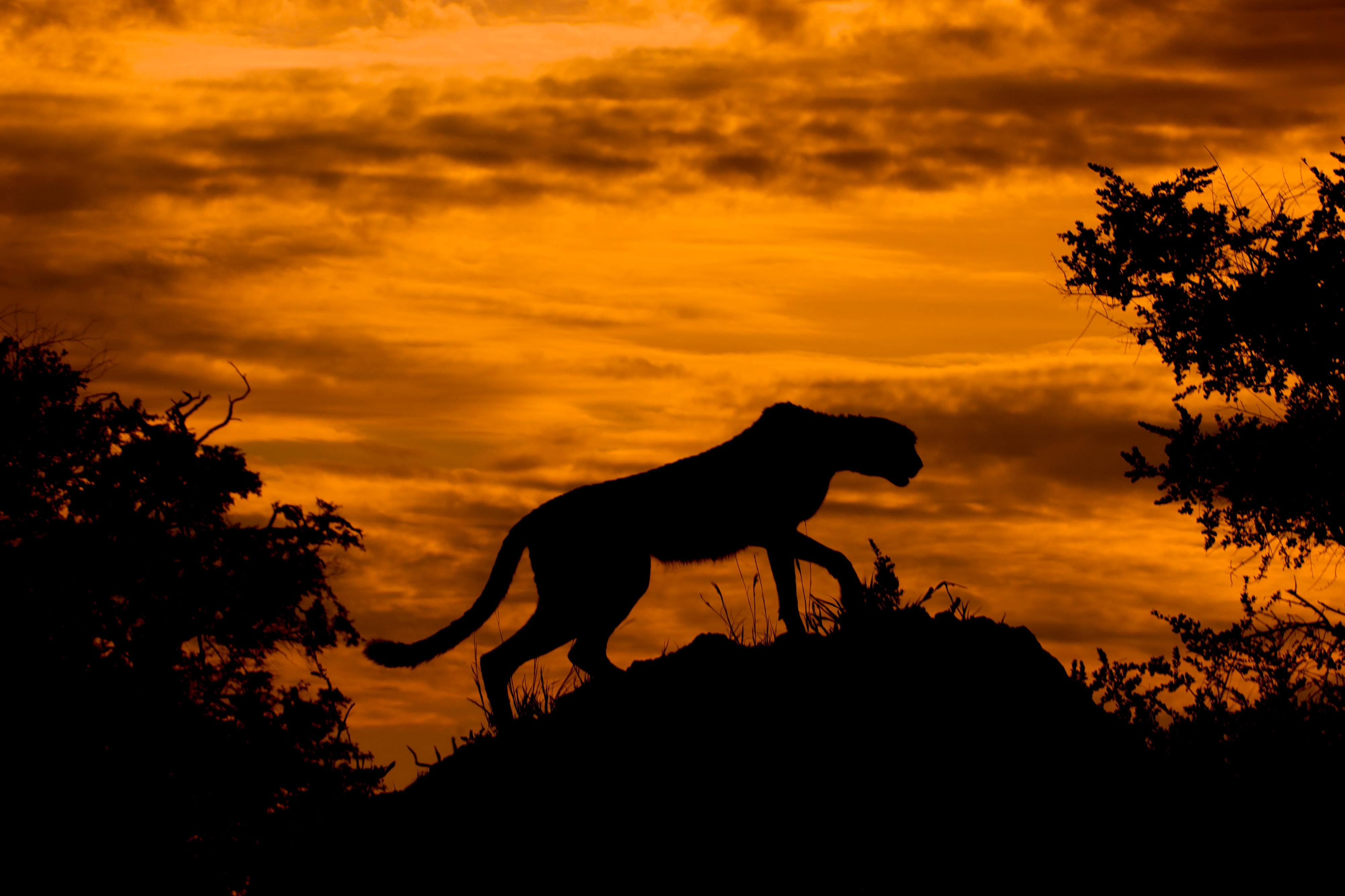
یوزپلنگی که در برابر غروب آفتاب آتشین در دل اوکاوانگو،بوتسوانا نقش بسته‌است.
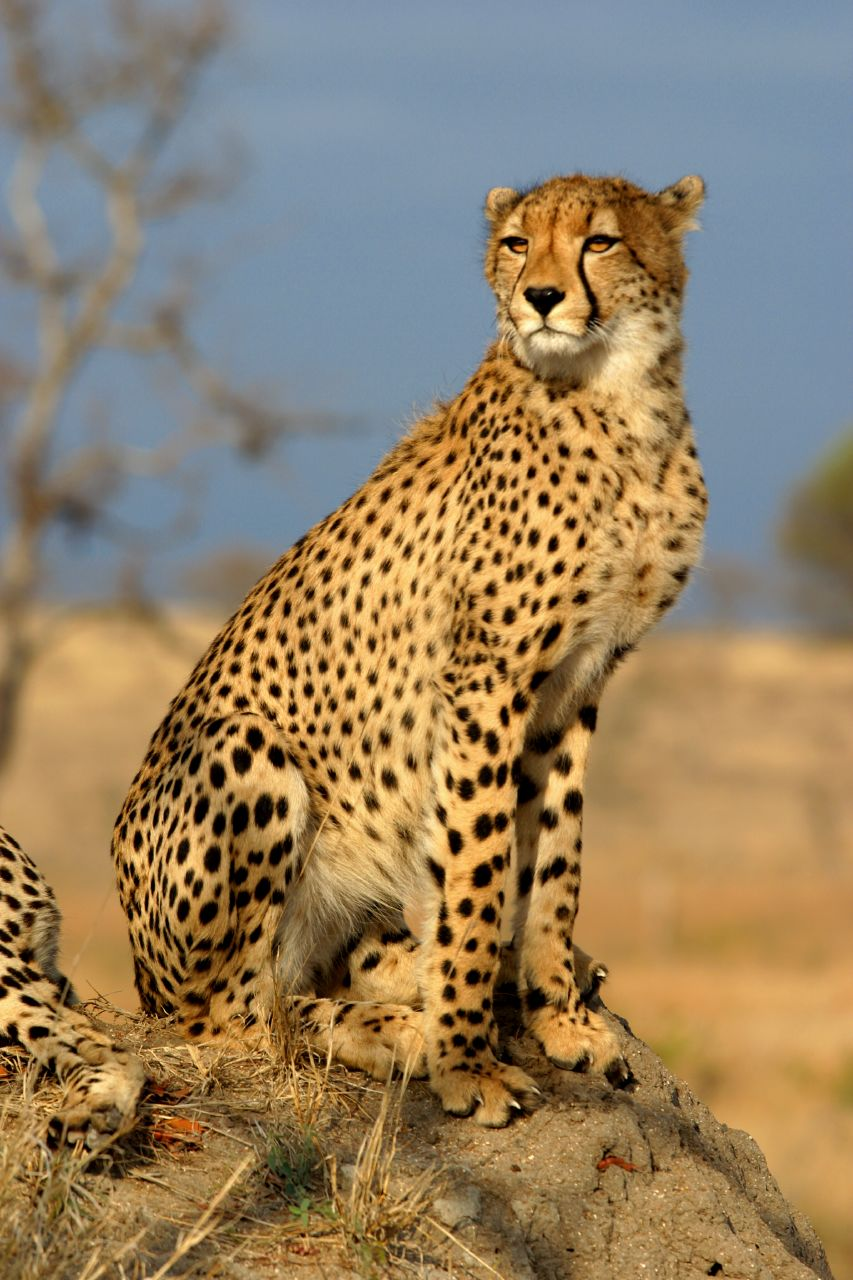
در منطقه سابی‌سند
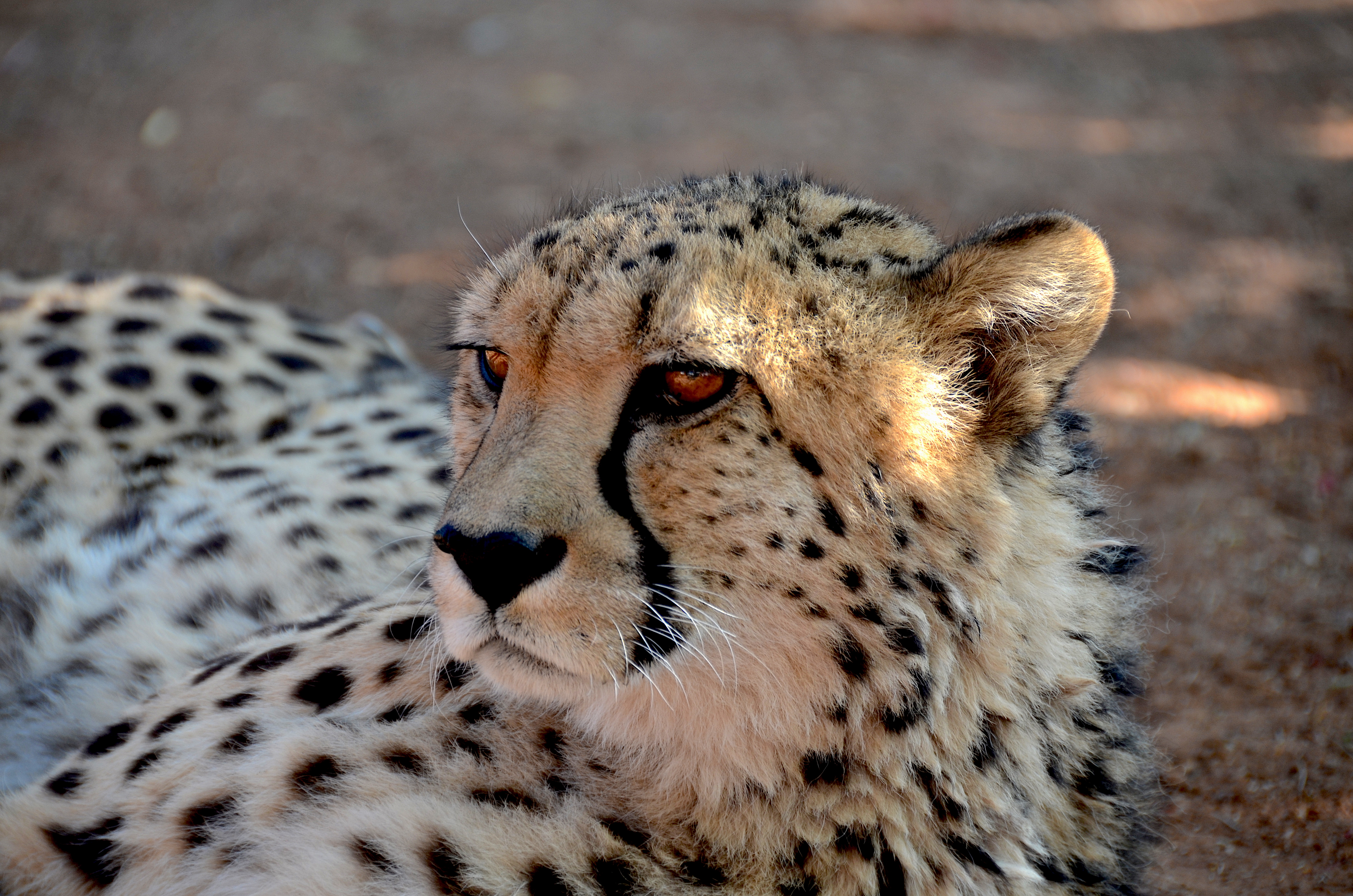
مزرعه آخالم در نامیبیا
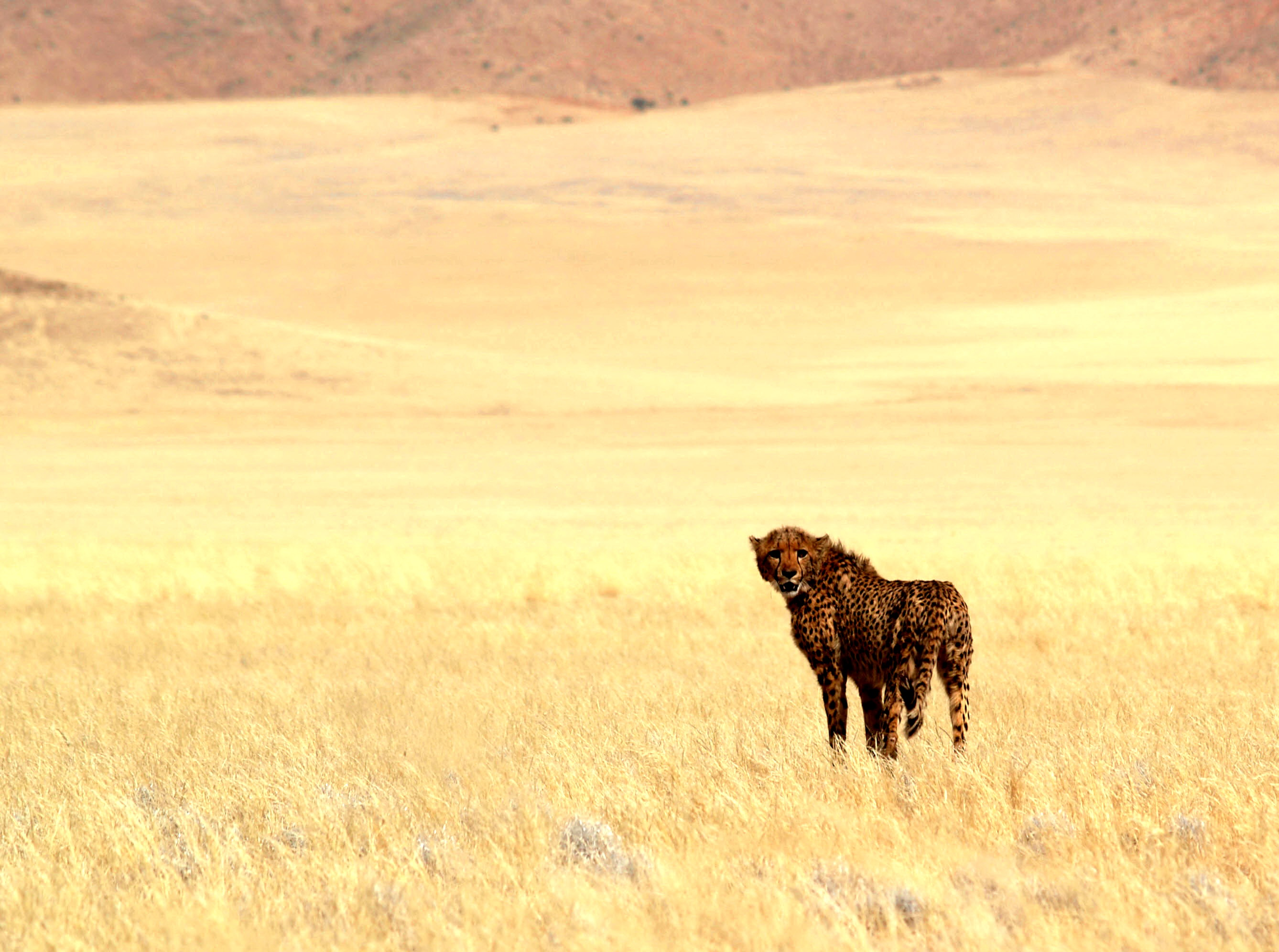
نانکوس در پناهگاه حیات وحش

## در فرهنگ عامه
کتاب چگونه با Dooms بود، داستان واقعی خانواده ای است که توله یوزپلنگ یتیم آفریقای شرقی به نام Duma (کلمه سواحیلی یوزپلنگ) را در کنیا پرورش می‌دهند. فیلم‌های یوزپلنگ(۱۹۸۹) و دوما (۲۰۰۵) هر دو براساس این کتاب آزادانه ساخته شدند. با این حال، دوما به جای کنیا در آفریقای جنوبی برگزار می‌شود. یوزپلنگهایی که در این فیلم بازی کردند یوزپلنگهای آفریقای جنوبی از پارک بازی Kragga Kamma در استان کیپ شرقی بودند. در نوامبر ۲۰۱۱، یکی از پنج یوزپلنگ بزرگسالی که در این فیلم بازی می‌کرد بر اثر نارسایی غیرمعمول کلیه از دنیا رفته بود.
تویوتا رایگان دولت یوزپلنگ، در سال ۱۸۹۵ تأسیس شد، آفریقای جنوبی است راگبی تیم است که شرکت در سالانه جام کری مسابقات. آنها یوزپلنگی را نشان می‌دهند که با سرعت زیاد می‌دوید.
یوزپلنگ یکی دیگر از تیم راگبی آفریقای جنوبی از بلوم در سال ۲۰۰۵ که یک یوزپلنگ در حال اجرا به عنوان نماد خود را تأسیس کرد.